# اما استون
امیلی جین «اما» استون (انگلیسی: Emily Jean "Emma" Stone؛ زادهٔ ۶ نوامبر ۱۹۸۸) بازیگر و تهیه‌کننده آمریکایی است. استون تاکنون نامزد و برنده جوایز متعددی از جمله اسکار، بفتا و گلدن گلوب شده‌است. در سال ۲۰۱۷، وی دریافت‌کنندهٔ بیش‌ترین دستمزد در بین بازیگران زن بود. نام استون دو بار در سال‌های ۲۰۱۳ و ۲۰۱۷ در میان ۱۰۰ ستارهٔ ثروتمند فوربز قرار گرفت. وی همچنین در سال ۲۰۱۷ از سوی مجلهٔ تایم به عنوان یکی از ۱۰۰ فرد تأثیرگذار در جهان انتخاب شد.
اما استون در اوایل نوامبر ۱۹۸۸ در اسکاتسدیل به دنیا آمد و همان‌جا نیز بزرگ شد. استون فعالیت بازیگری خود را در زمان کودکی و در سال ۲۰۰۰ با بازی در نمایش باد در درختان بید آغاز کرد. در نوجوانی به همراه مادرش به لس آنجلس سفر کرد و برای نخستین بار بازیگری در تلویزیون را در سال ۲۰۰۴ با نقش‌آفرینی در سریال خانواده پارتریج تجربه کرد. سپس در نخستین تجربهٔ سینمایی خود در فیلم خیلی بد (۲۰۰۷) بازی کرد که با استقبال منتقدان همراه بود و در گیشه نیز به فروش خوبی رسید. او سپس با حضور در فیلم موفق سرزمین زامبی‌ها توانست توجه‌ها را به خود جلب کند. در سال ۲۰۱۰، استون به عنوان نقش اول در فیلم مثل آب خوردن ظاهر شد که برای وی نامزدی گلدن گلوب و بفتا را در پی داشت. این موفقیت‌ها با حضور در دو فیلم خدمتکاران (۲۰۱۱) و عشق، احمقانه، دیوانه‌وار (۲۰۱۱) تداوم یافت.
استون در سال ۲۰۱۲، نقش گوئن استیسی را در فیلم مرد عنکبوتی شگفت‌انگیز و دنبالهٔ آن که در سال ۲۰۱۴ اکران شد ایفا کرد. بازی در فیلم کمدی‌سیاه بردمن (۲۰۱۴) باعث شد تا استون نخستین نامزدی اسکار خود را به‌دست بیاورد. در سال ۲۰۱۶ و با بازی در فیلم موزیکال لا لا لند، استون موفق شد جایزه اسکار بهترین بازیگر نقش اول زن را به خود اختصاص دهد. پس از آن استون نقش بیلی جین کینگ را در درام ورزشی نبرد دو جنس (۲۰۱۷) ایفا کرد و با بازی در نقش ابیگل مسم در فیلم کمدی‌تاریخی سوگلی (۲۰۱۸) موفق شد یک‌بار دیگر نامزد جایزه اسکار و گلدن گلوب شود. پس از بازی در نقش اصلی مینی‌سریال کمدی سیاه مجنون (۲۰۱۸)، او در فیلم دنباله‌ای سرزمین زامبی‌ها: شلیک نهایی (۲۰۱۹) ظاهر شد و شخصیت کروئلا دویل را در کمدی جنایی کروئلا (۲۰۲۱) به تصویر کشید. استون برای تهیه‌کنندگی و بازی در فیلم فانتزی بیچارگان (۲۰۲۳) نامزد دو جایزهٔ اسکار شد و توانست برای دومین بار جایزه اسکار بهترین بازیگر نقش اول زن را کسب کند.
استون در سال‌های ۲۰۱۴ تا ۲۰۱۵ با بازی در نمایش کاباره برای نخستین بار در برادوی به روی صحنه رفت. او و همسرش دیو مک‌کری بنیان‌گذار کمپانی تولیدی فروت تری هستند که تحت نظر این شرکت، فیلم‌های وقتی که نجات جهان را تمام کردی (۲۰۲۲)، پرابلمیستا (۲۰۲۳)، یک درد واقعی و درخشش تلویزیون را دیدم (هردو محصول ۲۰۲۴) را تهیه‌کنندگی کرده‌اند.

## تولد و خانواده
امیلی جین استون در ۶ نوامبر ۱۹۸۸ در اسکاتسدیل، آریزونا متولد شد. مادرش، کریستا جین استون، (متولدشده با نام خانوادگی یِیْگِر)، خانه‌دار، و پدرش، جفری چارلز استون، مؤسس و مدیر عامل اجرایی یک شرکت پیمان‌کاری عمومی بود. استون یک برادر کوچک به‌نام اسپنسر دارد. پدربزرگ پدری وی، کنراد استبرگ استن، از خانواده‌ای سوئدی بود که بعد از مهاجرت به آمریکا از طریق جزیره الیس، برای انگلیسی‌سازی اسامی، نام خانوادگی خود را به «استون» تغییر داد. استون از تبار آلمانی، اسکاتلندی، ایرلندی و انگلیسی است.

## کودکی و نوجوانی
«نخستین باری که دچار حمله عصبی شدم، در خانهٔ دوستم بودم و فکر کردم که آن‌جا آتش گرفته‌است. به مادرم زنگ زدم و او مرا به خانه بازگرداند. این وضع سه سال ادامه داشت. بیشتر روزها برای ناهار پیش پرستارم می‌رفتم و دست‌هایم را —از استرس— به‌هم فشار می‌دادم. مدام از مادرم می‌پرسیدم قرار است چه اتفاقی در ادامه روز رخ بدهد و بعد از اینکه پاسخ می‌داد، ۳۰ ثانیه بعد دوباره سوالم را تکرار می‌کردم. فقط می‌خواستم مطمئن باشم که کسی نمی‌میرد و هیچ‌چیزی تغییر نمی‌کند.»

—استون در مصاحبه با وال‌استریت جورنال، ژوئیهٔ ۲۰۱۵
استون در دوران نوزادی به قولنج نوزادان مبتلا شد و به‌طور دائم گریه می‌کرد. در نتیجهٔ این اتفاق، پرده‌های صوتی استون تقویت شد و این امر باعث گردید تا نسبت به دیگر کودکان دارای صدایی بلند و گرفته باشد. استون می‌گوید در دوران بلوغ، صدایی «بلند» و «رئیس‌مآب» داشته‌است. او دوران تحصیل خود را در مدرسهٔ ابتدایی سکویا آغاز کرد و سپس برای گذراندن کلاس ششم به مدرسهٔ راهنمایی کوکوپا رفت. استون مدرسه را دوست نداشت؛ اما به گفتهٔ خودش طبع وسواسی‌اش باعث شد که نمرات لازم را بگیرد. استون در دوران کودکی به حملات عصبی دچار می‌شد که به گفتهٔ خودش باعث شد تجربه‌های اجتماعی چندانی نداشته باشد. استون برای مقابله با این حملات عصبی مورد درمان قرار گرفت، اما به عقیدهٔ خودش این شرکت در نمایش تئاترهای محلی بود که باعث بهبودی او شد.
استون حرفهٔ بازیگری خود را از چهار سالگی آغاز کرد. او ابتدا دوست داشت تا در زمینهٔ کمدی کوتاه مشغول به کار شود؛ اما سپس به سمت تئاترهای موزیکال متمایل شد و چند سال در کلاس‌های پرورش صدا شرکت کرد. استون در سن ۱۱ سالگی توانست با بازی در نمایش باد در درختان بید در نقش شِنگ نخستین تجربهٔ حرفه‌ای خود را کسب کند. وی به مدت دو سال، بازیگری را در خانه آموزش دید و در این مدت در ۱۶ پروژهٔ تئاتر جوانان ولی، از جمله نمایش‌های شاهزاده و نخود، آلیس در سرزمین عجایب و جوزف و کت رؤیایی رنگارنگ ظاهر شد. استون همچنین در چندین تئاتر کمدی بداهه نیز ایفای نقش کرد. در همین دوران، استون به همراه مادرش به لس آنجلس سفر کرد و برای بازی در نمایش کمدی تلویزیونی تمام این‌ها از شبکهٔ نیکلودئون تست بازیگری داد اما نتوانست نقش را به‌دست‌آورد. بعد از مدتی، والدین استون او را برای یک دورهٔ خصوصی نزد یک مربی بازیگری محلی فرستادند که در دههٔ ۱۹۷۰ در آژانس استعدادیابی ویلیام موریس کار می‌کرد.

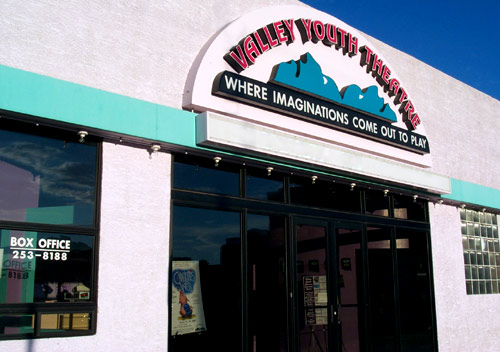
استون در زمان نوجوانی در ۱۶ پروژه «تئاتر جوانان ولی» به روی صحنه رفت.

استون دوران ۱۲ تا ۱۵ سالگی را در اطراف استراحتگاه کمل‌بک سپری کرد. سپس وارد دبیرستان کاتولیک دخترانهٔ زیویر در فینیکس، آریزونا شد اما یک ترم بیشتر به مدرسه نرفت و بعد از مدتی در پی رؤیای بازیگر شدن دبیرستان را نیمه‌کاره رها کرد. او برای اجرایی کردن این تصمیم یک ارائهٔ پاورپوینت با عنوان «پروژهٔ هالیوود» درست کرد که در بخشی از آن از ترانه «هالیوود» مدونا استفاده کرده بود تا والدینش را متقاعد کند که برای دنبال کردن حرفهٔ بازیگری به کالیفرنیا برود. در ژانویهٔ ۲۰۰۴، استون به همراه مادرش به آپارتمانی در لس آنجلس نقل مکان کردند. استون دربارهٔ این دوره زندگی خود چنین توضیح داده‌است: «من برای هر سریالی که شبکهٔ دیزنی قصد ساختنش را داشت آزمون بازیگری دادم و برای گرفتن نقش در هر مجموعهٔ کمدی موقعیتی که ساخته می‌شد تلاش کردم، اما در هیچ‌کدام از آزمون‌ها موفق نبودم.» در این دوره استون در یک کلاس دبیرستان آنلاین ثبت‌نام کرد تا بتواند در زمان‌های خالی بین آزمون‌های بازیگری، درس خود را نیز ادامه دهد. او همچنین به عنوان یک شغل نیمه‌وقت، در یک فروشگاه تهیهٔ غذای سگ مشغول به کار شد.

## حرفه

### ۲۰۰۸–۲۰۰۴: نقش‌های اولیه
هنگامی که استون قصد داشت در انجمن بازیگران ثبت‌نام کند، متوجه شد که شخص دیگری با اسم «امیلی استون» در فهرست قرار دارد. او ابتدا نام «رایلی استون» را برای خود انتخاب کرد اما بعد از آن که به عنوان بازیگر مهمان در مجموعهٔ تلویزیونی متوسط از شبکه ان‌بی‌سی و سریال دنیای مالکوم از شبکه فاکس ظاهر شد، تصمیم گرفت تا نام هنری را برای خود انتخاب کند که با آن راحت‌تر باشد و از این رو به نام «اما استون» رسید. باوجود اینکه بسیاری تصور می‌کنند که «اما» مخفف نام امیلی است، ولی در اصل استون این نام را به خاطر علاقهٔ شدیدی که به اما بانتون و گروه اسپایس گرلز داشت برای خود انتخاب کرد. سرانجام در سال ۲۰۰۴ و با حضور در قسمت آزمایشی مجموعهٔ در جستجوی خانواده جدید پارتریج در شبکه وی‌اچ‌وان که برگرفته از مجموعهٔ خانواده پارتریج بود، استون توانست نخستین کار جدی خود را تجربه کند. در ادامهٔ این مسیر، استون در کمدی خوش شانسی لوئی از شبکه اچ‌بی‌او حضور پیدا کرد و توانست همکاری با لوئی سی.کی. را تجربه کند. در سال ۲۰۰۷، استون برای ایفای نقش کلر بنت در مجموعه تلویزیونی قهرمانان، محصولی از شبکه ان‌بی‌سی، آزمون بازیگری داد اما موفق نشد و این نقش به هیدن پنیتیر رسید. در آوریل همین سال، استون به گروه بازیگران سریال راننده پیوست. این سریال بعد از پخش هفت قسمت توسط شبکه فاکس لغو شد.
استون نخستین حضور در سینما و نخستین نقش حرفه‌ای خود را با حضور در فیلم کمدی خیلی بد (۲۰۰۷) به کارگردانی گرگ موتلا تجربه کرد. استون که در زمان بازی در فیلم ۱۹ سال داشت توانست با جونا هیل و مایکل سرا هم‌بازی شود. داستان فیلم دربارهٔ دو پسر دبیرستانی است که قصد دارند برای رفتن به یک مهمانی، مشروبات الکلی تهیه کنند و این در حالی است که آن‌ها زیر سن قانونی هستند. استون که در اصل یک بلوند است برای بازی در این فیلم رنگ موهای خود را به قرمز تغییر داد. خیلی بد با استقبال منتقدان همراه بود و به فروش خوبی در گیشه رسید. منتقد هالیوود ریپورتر در نوشته‌ای اعلام کرد که با وجود ضعف در شخصیت‌پردازی، استون از جذابیت کافی برای ایفای این نقش برخوردار بوده‌است. استون دربارهٔ تجربهٔ نخستین کار خود در سینما گفته‌است: «بازی در این فیلم برایم تجربه‌ای شگفت‌انگیز بود … [ولی] با تجربه‌هایی که تا آن زمان کسب کرده بودم متفاوت بود.» استون برای بازی در این نقش نامزد جایزهٔ بهترین چهرهٔ جدید در مراسم جوایز هالیوود جوان شد.
در سال ۲۰۰۸، استون در فیلم کمدی راکر ایفای نقش کرد. او در این فیلم در نقش دختری به نام امیلیا استون ظاهر شد که به عنوان گیتاریست بیس در یک گروه موسیقی فعالیت می‌کند. او برای بازی در این فیلم نحوهٔ نواختن گیتار بیس را آموخت. استون که همواره خودش را «لبخندزنان و خندان» توصیف کرده‌است، در این فیلم نقش دختری با صورت بی‌احساس را ایفا کرد. خودش در مصاحبه‌ای اذعان کرد که هنگام بازی در این فیلم متوجه شد که قرار گرفتن در قالب کسی که از شخصیت خودش دور است برایش بسیار سخت است. فیلم و بازی استون با نظرات منفی منتقدان همراه بود و همچنین در گیشه نیز به توفیق نرسید. استون در قدم بعدی در فیلم کمدی رمانتیک خانهٔ خرگوشی ظاهر شد که علی‌رغم واکنش عموماً منفی منتقدان عملکرد نسبتاً خوبی در گیشه داشت و یک موفقیت تجاری متوسط محسوب می‌شد. استون در این فیلم در نقش رئیس یک باشگاه زنان ظاهر شد و در بخشی از این فیلم، ترانهٔ کلاسیک من می‌دانم پسرها چه چیزی دوست دارند را بازخوانی کرد. بازی در این فیلم به عنوان نقش مکمل مورد ستایش منتقدان قرار گرفت. منتقد تی‌وی گاید دربارهٔ بازی وی نوشت: «استون به طرز مثبتی تابناک است. بدون درخشش استون، با فیلمی تاریک و مبهم طرف هستیم.»

### ۲۰۱۱–۲۰۰۹: موفقیت

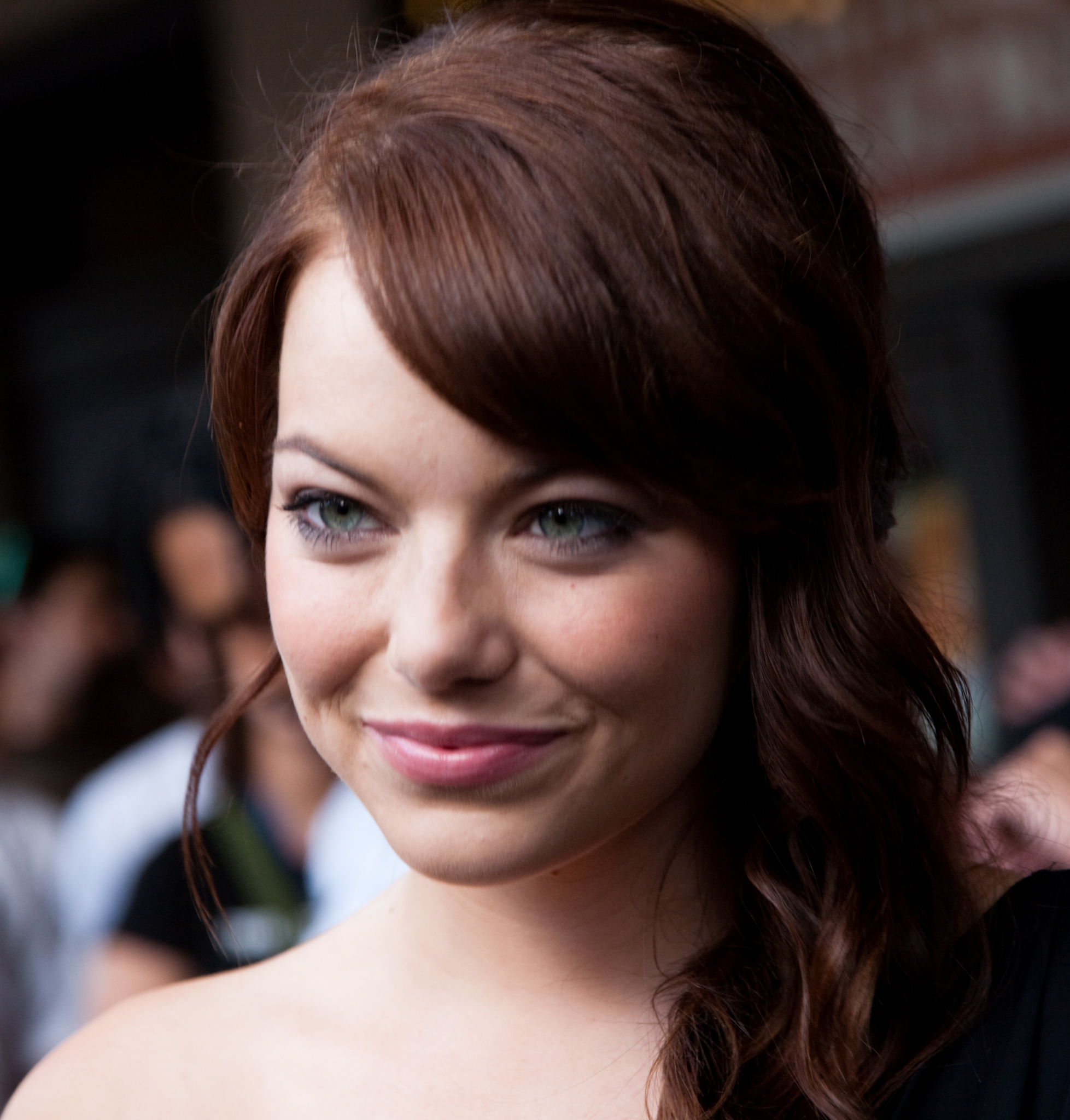
استون در نمایش جهانی سرزمین زامبی‌ها، سال ۲۰۰۹

در سال ۲۰۰۹ استون در سه فیلم ظاهر شد. نخستین فیلم ارواح دوست‌دخترهای سابق ساختهٔ مارک واترز بود که در آن استون با متیو مک‌کانهی و جنیفر گارنر هم‌بازی شد. این فیلم که اقتباسی آزاد از رمان کوتاه سرود کریسمس نوشته چارلز دیکنز است با واکنش منفی منتقدان همراه بود اما در گیشه به فروش نسبتاً خوبی رسید.
حضور موفق‌تر استون در این سال با بازی در فیلم کمدی ترسناک سرزمین زامبی‌ها به کارگردانی روبن فلیشر رقم خورد. داستان این فیلم در دنیایی پسارستاخیزی رخ می‌دهد و ماجراهای افرادی را دنبال می‌کند که سعی دارند از دست زامبی‌ها فرار کنند. سرزمین زامبی‌ها با فروش ۱۰۲٫۳ میلیون دلاری در گیشه همراه بود. جسی آیزنبرگ، وودی هارلسون و ابیگیل برسلین از دیگر بازیگران فیلم هستند. منتقد امپایر، کریس هیویت، در نقدی که بر بازی استون نوشت، حضور او را «کمی سطحی» دانست. منتقد دیلی تلگراف نیز نوشت: «استون که پیش‌تر او را در فیلم خیلی بد دیده بودیم در این‌جا توانسته سکانس‌های مشترک خوبی را با جسی آیزنبرگ خلق کند. بازی استون نویدبخش ظهور بازیگری است که شناخت خوبی از کاراکتر خود دارد.»
آخرین فیلم استون در این سال کمدی-درام مرد کاغذی به کارگردانی کیران مولرونی بود که بازیگرانی همچون رایان رینولدز و جف دانیلز نیز در آن حضور داشتند. فیلم توجه منتقدان را جلب نکرد و با فروشی ناامیدکننده در گیشه همراه بود.
در سال ۲۰۱۰، استون به گروه صداپیشگان مارمادوک به کارگردانی تام دی پیوست. این فیلم بر اساس داستانی مصور به همین نام ساخته شد و استون در آن صداپیشگی سگی از نژاد شپرد استرالیایی به نام مِیْزی را برعهده داشت. در همین سال، استون با حضور در نقش اول فیلم مثل آب خوردن ساختهٔ ویل گلوک توانست موفقیت بزرگی را در کارنامهٔ حرفه‌ای خود ثبت کند. این فیلم با الهام از رمان داغ ننگ نوشته ناتانیل هاوثورن ساخته شد و استون در آن نقش دختری دبیرستانی به نام آلیو را بازی کرده‌است که به دوستش دربارهٔ داشتن رابطه با یک پسر دروغ می‌گوید و شایعاتی از او در مدرسه پخش می‌شود، به‌طوری که همه فکر می‌کنند او دختری بی‌بندوبار است. استون فیلم‌نامه را پیش از آنکه فیلم وارد مرحله تولید شود خواند و سپس با مدیر برنامهٔ خود آن را به اشتراک گذاشت تا بتواند نقش را به‌دست‌آورد. استون دربارهٔ فیلم‌نامه گفته‌است که این فیلم‌نامه «بسیار متفاوت و منحصربه‌فردترین چیزی بود که تا آن لحظه خوانده بودم.» استون معتقد بود که این داستان «بامزه و شیرین» است. هنگامی که استون متوجه شد مراحل پیش‌تولید فیلم آغاز شده‌است، قراری با گلوک گذاشت و علاقه خود را به فیلم و حضور در آن به او نشان داد. چند ماه بعد که فیلم به مرحله انتخاب بازیگران رسید، استون دوباره با گلوک برای ایفای نقش ملاقات کرد. او جزو نخستین کسانی بود که برای ایفای نقش آزمون داد و در نهایت توانست آن را به دست آورد. مثل آب خوردن به فروش ۷۵ میلیون دلاری در گیشه رسید و همچنین با واکنش مثبتی از سوی منتقدان همراه شد که بازی استون را در نقش اول فیلم ستودند. منتقد مجله تایم‌اوت دربارهٔ بازی استون نوشت: «استون عملکردی فوق‌العاده دارد. او به اهمیت طرز صحبت کردن این کاراکتر پی برده‌است و در آن نوعی از بی‌تفاوتی و هوشمندی را با اجرای گرم خود ترکیب کرده‌است.» استون برای عملکرد خود در فیلم، نامزد جایزه ستاره نوظهور بفتا و جایزه گلدن گلوب بهترین بازیگر زن فیلم موزیکال یا کمدی شد. وی همچنین توانست برنده جایزه سینمایی و تلویزیونی ام‌تی‌وی برای بهترین اجرای کمدی سال شود.

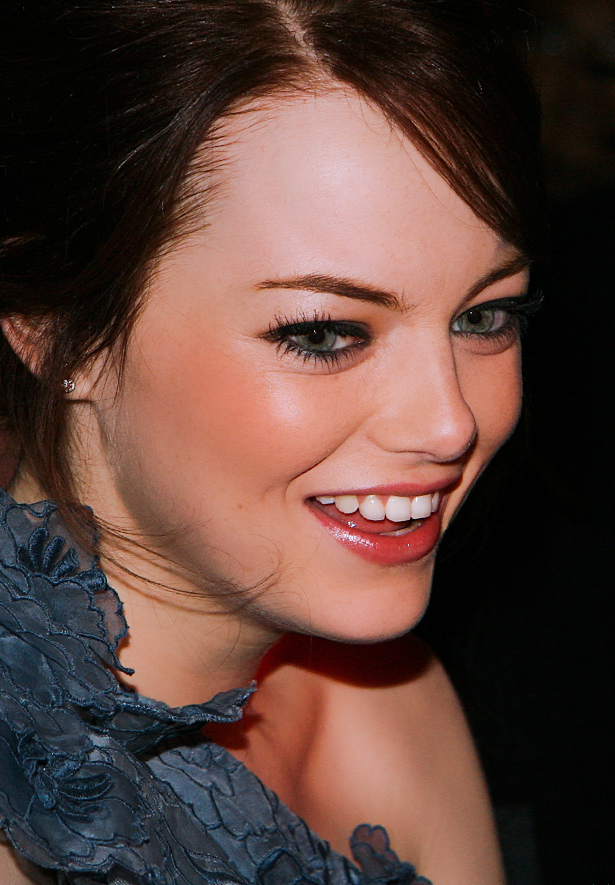
استون در جشنواره بین‌المللی فیلم تورنتو، سال ۲۰۱۰

در اکتبر ۲۰۱۰، استون به عنوان مجری در برنامهٔ پخش زنده شنبه شب ظاهر شد. او همچنین در این قسمت از برنامه در طرحی کمدی حضور پیدا کرد که بر پایهٔ شباهت او به لیندزی لوهان نوشته شده بود. استون از این تجربه به عنوان «بهترین هفته زندگی» خود یاد کرد. استون سه بار دیگر نیز در سال‌های ۲۰۱۱، ۲۰۱۴ و ۲۰۱۵ به عنوان مجری در این برنامه شرکت کرد. استون در سال ۲۰۱۱ نقش کوچکی را در فیلم کمدی سکسی دوستی با مزایا ایفا کرد. به گفته خودش، استون برای بازی در این فیلم دلایل سینمایی نداشت و صرفاً برای همکاری دوباره با گلوک بازی در فیلم را پذیرفت. در همین سال، استون به همراه رایان گاسلینگ، استیو کارل و جولیان مور در فیلم کمدی-درام رمانتیک دیوانه‌وار، احمقانه، عشق ایفای نقش کرد. استون در این فیلم در نقش دختری به نام هانا ظاهر شد که فارغ‌التحصیل رشته حقوق است و با مرد جوانی به اسم جیکوب وارد رابطه‌ای عاشقانه می‌شود. فیلم با واکنش مثبتی از سوی منتقدان همراه بود و ۱۴۲ میلیون دلار در گیشه فروش کرد. استون در ۱۴امین دوره جوایز برگزیده نوجوانان برای عملکرد خود در این فیلم برندهٔ جایزهٔ بهترین بازیگر زن فیلم کمدی شد.
استون سال ۲۰۱۱ را با حضور در فیلم تحسین‌شدهٔ خدمتکاران ساخته تیت تیلور به پایان رساند. استون که در این فیلم در نقش دختر جوانی به اسم اسکیتر ظاهر شده‌است، بازی در این فیلم را یک تجربه «چالش‌برانگیز» توصیف کرد. خدمتکاران بر اساس رمانی به همین نام ساخته شده‌است، داستان آن در فاصله سال‌های ‏۱۹۶۴–۱۹۶۲ رخ می‌دهد و تمرکز آن بر روی مسئله نژادپرستی است. علاوه بر تحسین منتقدان و نامزدی در جوایز مختلف سینمایی
از جمله اسکار بهترین فیلم، خدمتکاران در گیشه فروش خوبی داشت و تا آن زمان با ۲۱۶ میلیون دلار پرفروش‌ترین فیلم استون محسوب می‌شد. تیت تیلور نخستین جلسه ملاقات خود با استون را اینگونه توصیف کرده‌است: «وقتی برای نخستین بار اِما را دیدم با آن صدای دورگه‌اش بسیار دستپاچه و خجالتی به نظر می‌رسید و نشستیم و کمی مست کردیم و بهمان خوش گذشت و من با خودم گفتم خدایا! این خود اسکیتر است.» استون برای بازی در این نقش لهجه انگلیسی جنوب آمریکایی را آموخت. بازی استون در فیلم با واکنش مثبتی از سوی منتقدان همراه بود.

### ۲۰۱۵–۲۰۱۲: مرد عنکبوتی، بردمن و برادوی
از سال ۲۰۱۲ شروع دورانی متفاوت برای استون بود. او پیشنهاد بازی در نقش مالی در فیلم کمدی اکشن خیابان جامپ شماره ۲۱ را رد کرد (نقشی که به بری لارسون رسید) تا بتواند در فیلم مرد عنکبوتی شگفت‌انگیز حضور پیدا کند. این فیلم به کارگردانی مارک وب، در واقع بازراه‌اندازی سری فیلم‌های مرد عنکبوتی به کارگردانی سم ریمی است و استون در آن نقش گوئن استیسی را ایفا کرد که با پیتر پارکر (ایفا شده توسط اندرو گارفیلد) وارد رابطه عاشقانه می‌شد. استون برای بازی در این فیلم بعد از مدت پنج سال دوباره موهای خود را از قرمز به رنگ اصلی‌اش که بلوند است تغییر داد. استون در مصاحبه با ونکوور سان اعلام کرد که تا پیش از انتخاب شدن برای این نقش اهل خواندن کتاب‌های مصور نبوده و علاقه‌ای هم به آن نداشته‌است: «شناخت من از مرد عنکبوتی به سه‌گانه‌ای برمی‌گشت که سم ریمی ساخته بود. من همیشه فکر می‌کردم مری جین عشق اول پیتر پارکر بوده‌است و تصورم از شخصیت گوئن همان کاراکتری بود که برایس دالاس هاوارد در قسمت سوم بازی کرده بود اما بعد متوجه شدم که در واقع اینگونه نیست. اکنون من در قبال این شخصیت و فیلم احساس مسئولیت می‌کنم.» مرد عنکبوتی شگفت‌انگیز یک موفقیت بسیار بزرگ در گیشه بود و توانست با فروش ۷۵۷ میلیون دلار تبدیل به هفتمین فیلم پرفروش سال ۲۰۱۲ شود. فیلم همچنین نقدهای عموماً مطلوبی از سوی منتقدان دریافت کرد. منتقد انترتینمنت ویکلی بازی استون را «قدرتمند» توصیف کرد. ایان فریر در امپایر بازی استون و گارفیلد و شیمی رابطه بین آن‌ها را ستایش کرد. در جوایز برگزیده مردم استون در سه رشته، از جمله بهترین بازیگر فیلم محبوب، نامزد جایزه شد. در ادامه سال، استون در بازی ویدئویی سگ‌های خوابیده به صداپیشگی پرداخت که عملکرد او نامزدی در رشته بهترین صداپیشگی برای شخصیت مؤنث در جوایز بازی‌های ویدئویی اسپایک را به دنبال داشت.
استون سال ۲۰۱۳ را با صداپیشگی در انیمیشن خانواده کرودها ساخته کمپانی دریم‌ورکس آغاز کرد. این انیمیشن نامزد جایزه اسکار بهترین فیلم پویانمایی شد و همچنین به فروش خوبی در گیشه رسید. استون سپس در فیلم آنتولوژی فیلم ۴۳ ظاهر شد. این فیلم از شانزده داستان مختلف تشکیل شده و استون در بخش «ورونیکا» ایفای نقش کرد. در همین سال، استون در دومین همکاری مشترک خود با روبن فلیشر و رایان گاسلینگ در فیلم جنایی جوخه گانگستر بازی کرد. بسیاری از منقدان از جمله ای.او. اسکات در نیویورک تایمز نظر متوسط و حتی منفی دربارهٔ فیلم داشتند؛ اما بازی استون و صحنه‌های مشترک او با گاسلینگ را از نقاط قوت فیلم دانستند. استون در طی یک مصاحبه عنوان کرد که امیدوار است در آینده کارهای مشترک بیش‌تری با رایان گاسلینگ انجام دهد.

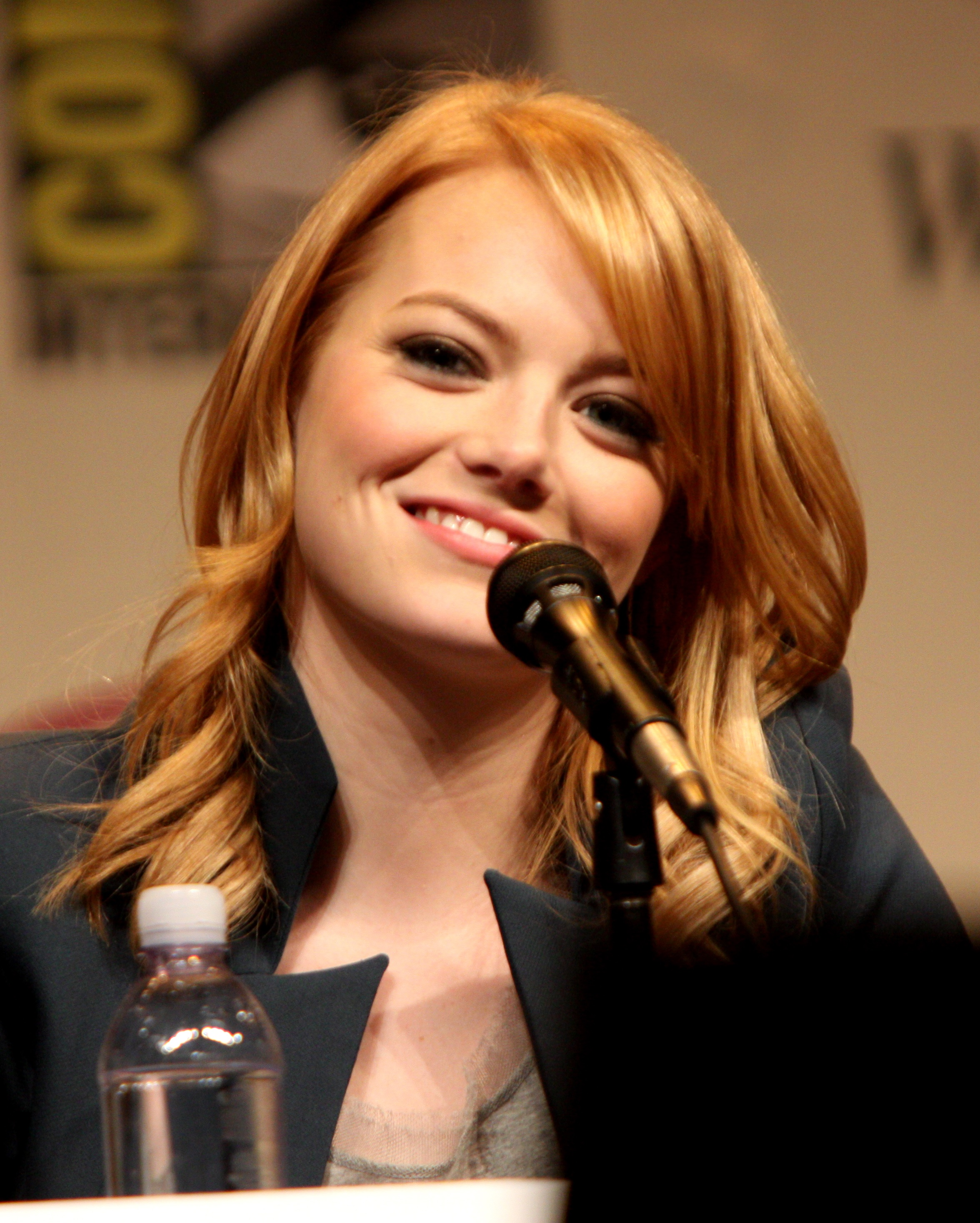
استون در مراسم واندرکان، ۲۰۱۲

استون در سال ۲۰۱۴ نقش گوئن استیسی را در فیلم مرد عنکبوتی شگفت‌انگیز ۲ تکرار کرد. در مصاحبه با توتال فیلم و در جواب انتقاد از اینکه بسیاری شخصیت گوئن را ضعیف می‌پندارند توضیح داد: «شخصیت گوئن به قهرمان داستان وابسته نیست. معتقدم گوئن بیشتر پیتر را نجات داده تا پیتر او را. گوئن همراه مرد عنکبوتی است. مرد عنکبوتی ماهیچه است و گوئن مغز.» مرد عنکبوتی شگفت‌انگیز ۲ با واکنش متوسطی همراه بود اما بازی استون ستایش منتقدان را به همراه داشت. فیلم همچون قسمت اول یک موفقیت تجاری بود و با فروش ۷۰۹ میلیون دلار تبدیل به نهمین فیلم پرفروش سال ۲۰۱۴ شد. منتقد امپایر دربارهٔ بازی استون در این فیلم نوشت: «استون را می‌توان هیث لجر این مجموعه سینمایی دانست. بازی او آنقدر غیرمنتظره است که در طول فیلم فراموش می‌کنیم که یک شخصیت مکمل است.» استون برای بازی در این نقش در جوایز برگزیده کودکان نیکلودین برنده جایزه بهترین بازیگر زن فیلم مورد علاقه تماشاگران شد. در همین سال، استون با بازی در فیلم رمانتیک جادو در مهتاب توانست همکاری با وودی آلن را تجربه کند. فیلم و بازی استون با واکنش متوسطی از سوی منتقدان همراه بود.
سال ۲۰۱۴ برای استون با بازی در فیلم کمدی سیاه بردمن ساخته الخاندرو گونسالس اینیاریتو به پایان رسید. او در این فیلم با مایکل کیتون، ادوارد نورتون و نائومی واتس هم‌بازی شد و نقش دختر جوان معتادی به نام سم تامسون را برعهده داشت که به تازگی از کمپ ترک اعتیاد برگشته و قصد دارد به پدرش که بازیگری شکست‌خورده‌است برای اجرای یک نمایش در برادوی کمک کند. اینیاریتو اعلام کرد که این شخصیت را با الهام از شخصیت دختر خودش و رابطه‌ای که با او داشته خلق کرده‌است. بردمن با تحسین گسترده منتقدان همراه بود. در هشتاد و هفتمین دوره جوایز اسکار، فیلم در ۹ رشته از جمله جایزه اسکار بهترین بازیگر نقش مکمل زن برای استون نامزد دریافت جایزه شد که توانست چهار جایزه از جمله بهترین فیلم را به خود اختصاص دهد. بردمن عموماً به عنوان یکی از بهترین آثار استون شناخته می‌شود و بیشتر منتقدان همچون رابی کالین اجرای او را ستایش کردند. به غیر از نامزدی در مراسم اسکار، استون برای عملکرد خود نامزد و برنده جوایزی همچون بفتا، گلدن گلوب، جایزه انجمن بازیگران فیلم و جایزه گزینش منتقدان فیلم شد.
استون پس از مدت‌ها دوری از تئاتر تصمیم گرفت تا دوباره روی صحنه برود. او در فاصله زمانی نوامبر ۲۰۱۴ تا فوریه ۲۰۱۵ در نمایش موزیکال «کاباره» در تئاتر برادوی به روی صحنه رفت. این نمایش بر اساس نمایش‌نامه‌ای نوشته سالی باولز و به کارگردانی راب مارشال به روی صحنه رفت و استون به همراه میشل ویلیامز در آن ایفای نقش کرد. استون که همیشه از اجرای زنده به عنوان «اضطراب‌آورترین کار» یاد می‌کند در مصاحبه با انترتینمنت ویکلی گفت که پیش از هر نمایش برای آماده کردن خود به یک ایستگاه رادیویی فرانسوی گوش می‌داده‌است. نمایش و اجرای استون با واکنش مثبتی همراه بود. منتقد ورایتی در نوشته خود، انتخاب استون برای این نقش را «هوشمندانه» دانست و بازی او را «احساس‌برانگیز» توصیف کرد؛ هرچند بیان کرد که استون در آوازخوانی به نسبت دیگر بازیگران ضعیف عمل کرده‌است. به دلیل فعالیت تئاتر، استون در سال ۲۰۱۵ تنها در دو فیلم بازی کرد. نخست، فیلم آلوها ساخته کامرون کرو که با واکنش منفی منتقدان همراه بود و در گیشه نیز شکست خورد. استون بعدها در طی یک مصاحبه از بازی در این فیلم ابراز پشیمانی کرد. علی‌رغم واکنش‌های منفی به فیلم، استون برای عملکرد خود در جوایز برگزیده نوجوانان سال ۲۰۱۵ در رشته بهترین بازیگر زن فیلم کمدی نامزد دریافت جایزه شد. استون به عنوان آخرین کار سینمایی خود در این سال در دومین همکاری مشترک با وودی آلن در فیلم مرد بی‌منطق ایفای نقش کرد که همچون کار قبلی با واکنش متوسطی از سوی منتقدان همراه بود و گیشه خوبی را نیز تجربه نکرد.
استون در ادامه این سال در موزیک ویدئوی آنا ساخته وین باتلر حضور پیدا کرد.

### ۲۰۱۶–۲۰۲۰: لا لا لند و فراتر از آن
در یکی از شب‌های اجرای نمایش کاباره، دیمین شزل که در حال انجام مقدمات ساخت اثر جدید خود بود به همراه دوستش جاستین هورویتز به تماشای این نمایش نشست و هردو تحت تأثیر بازی استون قرار گرفتند. شزل به استون پیشنهاد بازی در فیلم موزیکال لا لا لند را داد. استون با بازی در لا لا لند برای بار سوم با گاسلینگ هم‌بازی شد. او در این فیلم، نقش دختر جوان و آرزومندی به نام میا دولان را ایفا کرد که برای تبدیل شدن به هنرپیشه‌ای بزرگ به لس آنجلس می‌آید و در این راه عاشق یک پیانیست جاز به نام سباستین می‌شود. به گفتهٔ استون، او بسیار با شخصیت میا احساس همدردی می‌کرده‌است: «وقتی پانزده سال داشتم با مادرم به لس آنجلس آمدیم. از همان موقع در آزمون‌های مختلف بازیگری شرکت می‌کردم اما در بیشتر آن‌ها وقتی هنوز یک خط دیالوگ هم بر زبان نیاورده بودم از گفتن ادامه جمله منع می‌شدم.» استون بر اساس تجربیات خود یک طرح کلی برای شخصیت میا نوشت که بعضی از آن‌ها به فیلم اضافه نیز شدند. رد شدن پیاپی میا در آزمون بازیگری یکی از آن‌ها بود. استون به پیشنهاد شزل برخی از آثار موزیکال کلاسیک همچون چترهای شربورگ و فیلم‌های فرد آستر و جینجر راجرز را تماشا کرد تا به نقش و فضای فیلم نزدیک شود. استون همچنین شش آهنگ را برای آلبوم موسیقی لا لا لند خواند. لا لا لند به عنوان فیلم افتتاحیه در هفتادوسومین دوره جشنواره فیلم ونیز به نمایش درآمد و نقدهای بسیار مثبتی دریافت کرد. در راتن تومیتوز، لا لا لند بالاترین نمره را در میان آثار استون به خود اختصاص داده‌است. لا لا لند یک موفقیت در گیشه بود و توانست با بودجه‌ای ۳۰ میلیون دلاری، ۴۴۶ میلیون دلار در سراسر جهان فروش کند. پیتر بردشاو در گاردین نوشت: «استون هیچ‌وقت بهتر از این نبوده. او بی‌نهایت هوشمند، بامزه و آسیب‌پذیر است. چشمان بزرگ و آهو مانند او، برقی هوشمندانه دارند؛ حتی یا به‌ویژه وقتی پر از اشک می‌شوند.» استون برای بازی در این فیلم جوایز زیادی دریافت کرد، از جمله: جایزه اسکار بهترین بازیگر نقش اول زن، جایزه بفتای بهترین بازیگر نقش اول زن، جایزه گلدن گلوب بهترین بازیگر زن فیلم موزیکال یا کمدی و جایزه انجمن بازیگران فیلم برای بهترین بازیگر نقش اول زن.

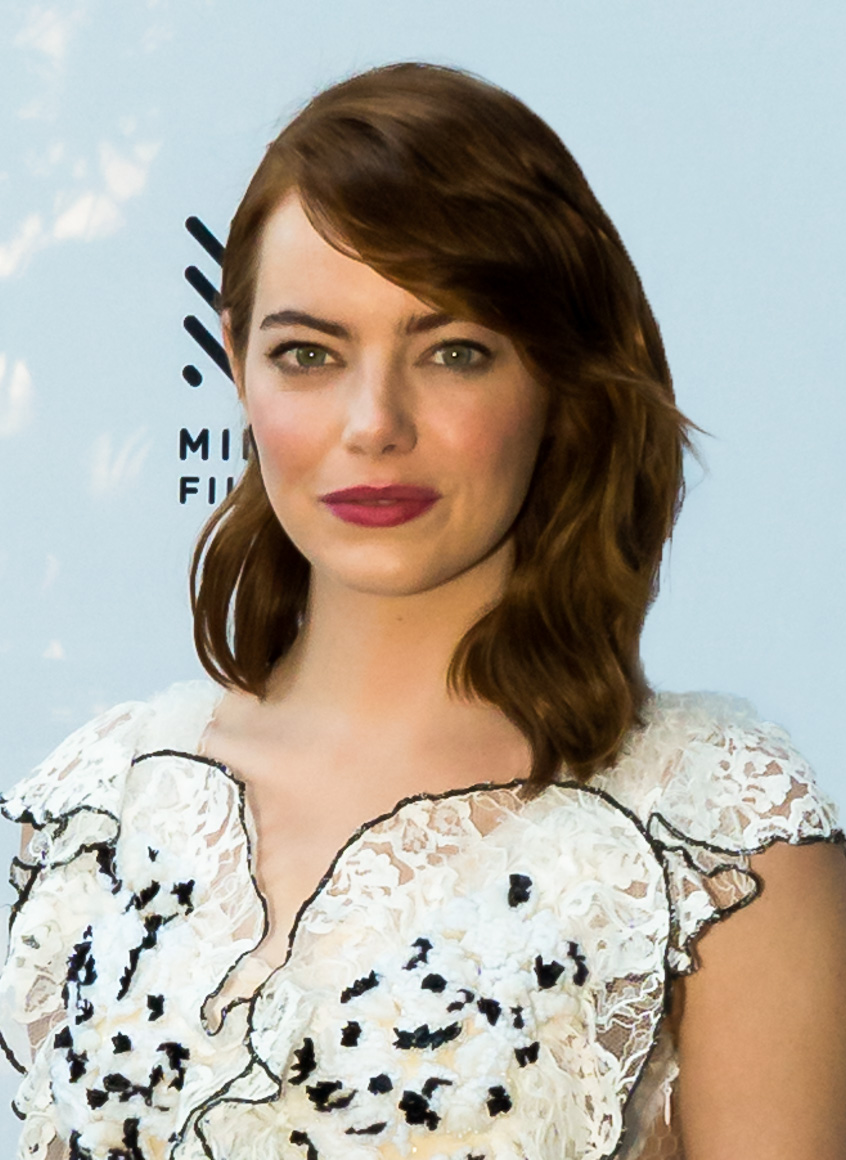
استون در نمایش جهانی لا لا لند، سال ۲۰۱۶

بعد از موفقیت‌های لا لا لند، استون کمی فعالیت‌های خود را کاهش داد. او در سال ۲۰۱۷ تنها در فیلم درام ورزشی نبرد دو جنس ایفای نقش کرد. این فیلم روایت‌گر داستان واقعی مسابقه تنیسی است که بین بیلی جین کینگ و بابی ریگگس اتفاق افتاد و استون نیز وظیفه بازی در نقش جین کینگ را برعهده داشت. استون برای بازی در این فیلم نوشیدنی‌های با کالری بالا مصرف کرد و ۶ کیلو وزن خود را افزایش داد. او همچنین با بیلی جین کینگ واقعی دیدار کرد و مصاحبه‌ها و فیلم‌های قدیمی او را دید تا بتواند لهجه و لحن صحبت او را تقلید کند. استون برای بازی در این فیلم برای نخستین بار رنگ موهای خود را به سیاه تغییر داد. نبرد دو جنس نخستین بار در جشنواره بین‌المللی فیلم تورنتو ۲۰۱۷ اکران شد. منتقدان بازی استون را ستایش کردند و حتی بعضی از آن‌ها اجرای استون را در این فیلم، بهترین بازی او در حرفه‌اش دانستند. بنجامین لی در گاردین بازی استون را ستود و آن را «قدرتمند» و «متقاعدکننده» توصیف کرد. علی‌رغم واکنش مثبت منتقدان، نبرد دو جنس با فروش ۱۸ میلیون دلاری در برابر بودجه ۲۵ میلیون دلاری خود در گیشه شکست خورد. بازی در این فیلم چهارمین نامزدی جایزه گلدن گلوب را برای استون به ارمغان آورد.
استون در سال ۲۰۱۸ به همراه ریچل وایس و الیویا کلمن در فیلم کمدی تاریخی سوگلی ساخته یورگوس لانتیموس ایفای نقش کرد. او در این فیلم در نقش ابیگل مسم ظاهر شده‌است که وارد یک رقابت با دختر عمه خود برای جلب توجه ملکه آن می‌شود. استون معتقد بود که تجربه حضور به عنوان یک آمریکایی در میان جمعی از بازیگران انگلیسی بسیار چالش‌برانگیز است. به گفته استون او با تسلط کامل بر روی لهجه انگلیسی مشکل داشت. سوگلی نخستین بار در هفتاد و پنجمین دوره جشنواره بین‌المللی فیلم ونیز به روی پرده رفت. مایکل نوردین در ایندی‌وایر جسارت استون را در بازی در یک نقش برجسته و متفاوت پس از لا لا لند ستایش کرد و او را «رهبر سه بانو» در فیلم توصیف کرد. سوگلی تحسین منتقدان را به دست آورد و به عنوان یکی از مهم‌ترین آثار سال شناخته و نامزد چندین جایزه شد. استون برای بازی در این فیلم پنجمین نامزدی گلدن گلوب و سومین نامزدی اسکار خود را کسب کرد. در سپتامبر همان سال، استون به عنوان بازیگر نقش اصلی و تهیه‌کننده اجرایی به مینی‌سریال کمدی سیاه مجنون ساخته کری فوکوناگا و کمپانی نت‌فلیکس پیوست. بعد از گذشت ۱۱ سال از ساخت فیلم خیلی بد، استون با بازی در این مینی‌سریال دوباره با جونا هیل هم‌بازی شد. به گفته استون، او بدون خواندن فیلم‌نامه بازی در این اثر را پذیرفت، زیرا به نگاه و سبک فوکوناگا علاقه داشت. مجنون با واکنش مثبتی همراه بود و بسیاری از منتقدان از جمله لوسی منگن در گاردین و جودی برمن در تایم اجرای استون و هیل را ستایش کردند. استون در همین سال در موزیک ویدئوی چه کسی اهمیت می‌دهد؟ اثر پل مک‌کارتنی حضور پیدا کرد.
در سال ۲۰۱۹، استون تنها در فیلم سرزمین زامبی‌ها: شلیک نهایی که دنباله فیلم  سرزمین زامبی‌ها است حضور پیدا کرد. این دنباله که تمامی بازیگران قسمت نخست نیز به همراه استون در آن حضور داشتند، با واکنش متوسطی از سوی منتقدان مواجه شد؛ هرچند عملکرد تیم بازیگری از جمله استون مورد تقدیر قرار گرفت. همچون قسمت نخست، شلیک نهایی نیز یک موفقیت در گیشه بود و ۱۲۰ میلیون دلار فروش جهانی داشت.
در سال ۲۰۲۰، استون به عنوان صداپیشه شخصیت ایپ کرود در دنباله انیمیشن خانواده کرودها با عنوان خانواده کرودها: عصر جدید به پرده بازگشت. این انیمیشن که نمایش آن به دلیل دنیاگیری کووید-۱۹ در ایالات متحده آمریکا با تأخیر مواجه شده بود، سرانجام بعد از بازگشایی محدود سینماها در آمریکا از تاریخ ۲۵ نوامبر ۲۰۲۰ اکران شد. خانواده کرودها: عصر جدید که تنها اثر استون در سال ۲۰۲۰ بود با واکنش خوب منتقدان مواجه شد.

### ۲۰۲۱ تا اکنون: همکاری با لانتیموس

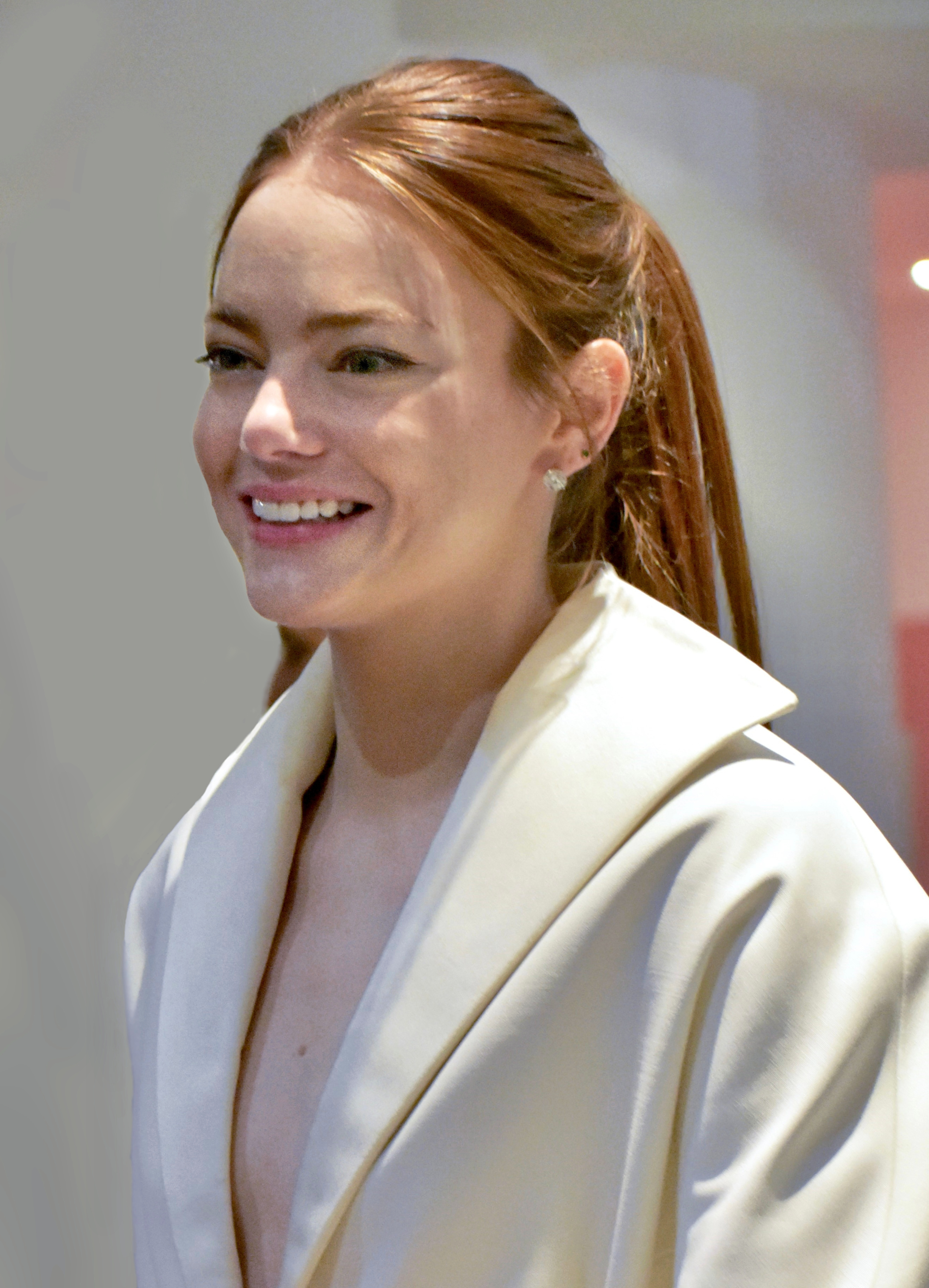
استون در مراسم فرش قرمز فیلم انواع مهربانی در جشنواره فیلم کن ۲۰۲۴.

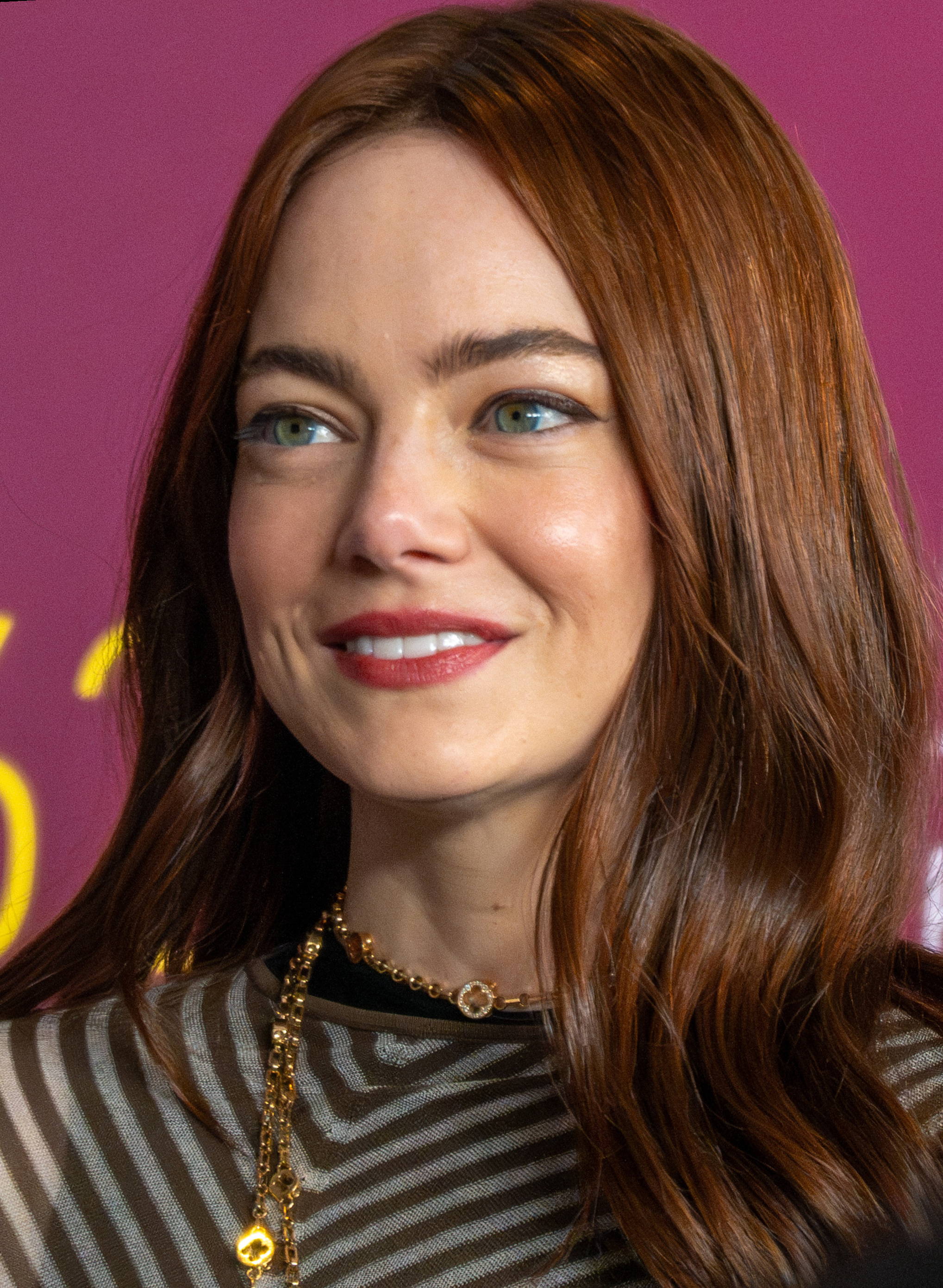
استون در جشنواره فیلم نیویورک ۲۰۲۴

با آغاز دهه ۲۰۲۰، استون به گزیده‌کاری روی آورد. او بیش‌تر پیشنهادهای خود طی دو سال نخست این دهه را به علت مشغله‌های ازدواج و بارداری رد کرد. فرزند او در مارس ۲۰۲۱ متولد شد که استون این امر را شروع دوران جدیدی از زندگی خود توصیف کرد. استون در همین سال، شرکت فیلم‌سازی فروت تری را با هدف تولید آثار کم‌بودجه و هنری تاسیس کرد.  در سال ۲۰۲۱، استون نقش کروئلا دویل را در بازسازی لایو اکشن کارتون صد و یک سگ خالدار با عنوان کروئلا ساخته کریگ گیلسپی ایفا کرد. این فیلم که نمایش آن به علت شیوع کرونا با تأخیر مواجه شده بود، نقدهای بسیار خوبی از منتقدان دریافت کرد و بازی استون در نقش اصلی بسیار مورد توجه قرار گرفت. استون برای این نقش نامزد دریافت جایزهٔ گلدن گلوب شد. بعد از موفقیت فیلم، ساخت قسمت دوم آن توسط دیزنی در دستور کار قرار گرفت.
استون در سال ۲۰۲۲ هیچ فیلم بلندی بر روی پرده نداشت. او در این سال تنها در فیلم کوتاه بلیت  به کارگردانی یورگوس لانتیموس حضور پیدا کرد که این اثر فقط در جشنواره فیلم نیویورک نمایش داده شد که بازخورد مثبت منتقدان را در پی داشت.  در همین سال، استون فیلم سینمایی وقتی که نجات جهان را تمام کردی را تهیه‌کنندگی کرد که نخستین تجربه کارگردانی جسی آیزنبرگ بود. فیلم بازخوردهای عموما مثبتی را دریافت کرد. استون در سال ۲۰۲۳ بعد از پنج سال دوری با سریال نفرین دوباره به قاب تلویزیون بازگشت. او در این سریال نقش یک سلبریتی اینترنتی به نام ویتنی را بازی کرد که همراه با شوهر خود مسئولیت اجرای یک برنامه در اچ‌جی‌تی‌وی درباره خانه غیرفعال را برعهده دارند. نفرین از تاریخ ۱۲ نوامبر ۲۰۲۳ به روی آنتن از شبکهٔ شوتایم رفت و با تحسین بسیار بالای منتقدان همراه شد که آن را یکی از بهترین مجموعه‌های تلویزیونی سال توصیف کردند. استون برای عملکرد خود در این سریال در هشتاد و یکمین مراسم گلدن گلوب در رشته بهترین بازیگر زن – مجموعه تلویزیونی درام نامزد جایزه شد اما نتوانست آن را کسب کند.
استون در همکاری سوم مشترک خود با لانتیموس، در فیلم بیچارگان که بر اساس رمانی به همین نام نوشتهٔ آلاسدایر گری اقتباس شد، جلوی دوربین او رفت. ویلم دفو و مارک رافلو دیگر بازیگران فیلم هستند. استون در این فیلم در نقش زنی ظاهر شده که بعد از مرگ بر اثر خودکشی توسط دانشمندی دیوانه زنده شده و دوباره به زندگی بازمی‌‌گردد. بیچارگان برای نخستین‌‌بار در هشتادمین جشنواره بین‌المللی فیلم ونیز در سپتامبر ۲۰۲۳ منتشر شد که در نهایت توانست جایزه شیر طلایی بهترین فیلم را به خود اختصاص دهد. فیلم با واکنش بسیار مثبت منتقدان همراه بود که آن را یکی از بهترین آثار سال توصیف کردند. اجرای استون نیز تحسین بسیاری را برانگیخت. صحنه‌های جنسی صریح و برهنگی استون در این فیلم که در آثار قبلی او سابقه نداشت توجه بسیاری جلب کرد. لانتیموس گفت استون این صحنه‌‌‌ها را بدون هیچ شرم و خجالتی ضبط کرده است. هالیوود ریپورتر بازی استون را «شجاعانه» توصیف کرد و نوشت: «استون در این فیلم وارد قلمرویی شده که دیگر بازیگران تنها می‌توانند خواب آن را ببینند.» استون به علت اعتصاب انجمن بازیگران هالیوود از حضور در مراسم ونیز و فرش قرمز فیلم و تبلیغ برای آن سر باز زد. استون برای عملکرد خود در این فیلم در هشتاد و یکمین مراسم گلدن گلوب برای دومین بار برنده جایزه گلدن گلوب بهترین بازیگر زن – فیلم موزیکال یا کمدی شد. او همچنین به عنوان یکی از تهیه‌کنندگان بیچارگان موفق شد جایزه گلدن گلوب بهترین فیلم – موزیکال یا کمدی را نیز به خود اختصاص دهد. استون روند موفقیت خود با بیچارگان را تکمیل کرد و موفق شد در نود و ششمین دوره جوایز اسکار برای دومین بار جایزه اسکار بهترین بازیگر نقش اول زن را به خود اختصاص دهد. او برای این فیلم در هفتاد و هفتمین دوره جوایز بفتا هم نامزد جوایز بهترین بازیگری نقش اول زن و بهترین فیلم شد و دومی را دریافت کرد.
در سال ۲۰۲۴؛ استون در ادامه مسیر همکاری خود با لانتیموس در فیلم سینمایی انواع مهربانی ظاهر شد تا چهارمین پروژه مشترک خود را با او تجربه کند. انواع مهربانی یک فیلم آنتولوژی است که سه داستان مختلف را روایت می‌کند و استون نقش سه شخصیت متفاوت را در آن ایفا کرده است. این فیلم نخستین بار در بخش اصلی جشنواره فیلم کن ۲۰۲۴ نمایش داده شد و مثل سه همکاری قبلی استون و لانتیموس با استقبال بسیاری بالای منتقدان همراه بود. استون در ادامه همین سال، فیلم یک درد واقعی را  تهیه‌کنندگی کرد که دومین ساخته بلند جسی آیزنبرگ به حساب می‌آید. فیلم علاوه بر واکنش بسیار مثبت منتقدان،  در هشتاد و دومین مراسم گلدن گلوب در چهار رشته بهترین فیلم موزیکال یا کمدی، بهترین فیلم‌نامه، بهترین بازیگر مرد – فیلم موزیکال یا کمدی و بهترین بازیگر نقش مکمل مرد نامزد دریافت جایزه شد. درخشش تلویزیون را دیدم دیگر فیلمی بود که استون آن را در سال ۲۰۲۴ تهیه‌کنندگی کرد. این فیلم که نخستین‌بار در جشنواره فیلم ساندنس رونمایی شد، استقبال بسیار خوب منتقدان را به همراه داشت که آن را در زمینه فیلم‌نامه و کارگردانی تحسین کردند.
سال ۲۰۲۵ برای استون با ایفای نقش مکمل و نسبتا کوتاهی در فیلم ادینگتون به کارگردانی آری استر آغاز شد. واکین فینیکس، پدرو پاسکال و آستین باتلر دیگر بازیگران این وسترن معاصر هستند. داستان فیلم درباره کلانتر یک شهر کوچک در نیومکزیکو است که به دلایل خاصی با شهردار شهر اختلاف نظر دارد و همین مسئله هردو را وارد چالش‌های بزرگی می‌کند. ادینگتون برای نخستین‌بار در جشنواره فیلم کن ۲۰۲۵ رونمایی شد و استون به همراه بقیه عوامل فیلم در فرش قرمز و اکران فیلم حاضر شد. فیلم با نظرات نسبتا مثبت منتقدان همراه بود و عملکرد استون و تیم بازیگران مورد تمجید قرار گرفت.

## زندگی شخصی

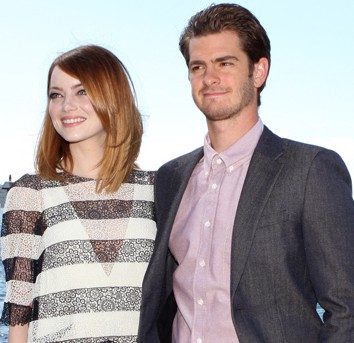
استون به همراه اندرو گارفیلد در نمایش مرد عنکبوتی شگفت‌انگیز ۲، سیدنی-۲۰۱۴

استون در سال ۲۰۰۹ محل زندگی خود را از لس آنجلس به دهکده گرینویچ در نیویورک تغییر داد. در سال ۲۰۱۶ او دوباره به لس آنجلس بازگشت. علی‌رغم کنجکاوی و پوشش رسانه‌ای مکرر پیرامون استون، وی علاقه‌ای به صحبت کردن دربارهٔ زندگی خصوصی خود ندارد. استون گفته که دوست دارد یک زندگی «عادی» داشته باشد و معتقد است که توجه رسانه‌ها چندان برایش اهمیت ندارد. استون همیشه بیان کرده که عاشق کار خود است و از داین کیتن که به عقیده او «یکی از بزرگ‌ترین بازیگران زن تاریخ سینما است»، به عنوان یکی از افراد الهام‌بخش در کار خود نام برده‌است. استون همچنین ماریون کوتیار را یکی از بازیگران الهام‌بخش خود می‌داند.
استون رابطه نزدیکی با خانواده خود دارد. او در این باره گفته‌است: «من واقعاً از اینکه یک خانواده عالی و آدم‌های عالی در اطرافم دارم احساس خوشبختی می‌کنم. اگر در مسیر رویاپردازی به درون ابرها بروم و راه را گم کنم، آن‌ها هستند که با لگد من را به مسیر مناسب برمی‌گردانند.» در هنگام فیلم‌برداری مثل آب خوردن، استون بعد از چندین بار مشکل در تنفس متوجه شد که به بیماری آسم مبتلا است. مادر استون به سرطان سینه سه‌گانه منفی دچار بود که در سال ۲۰۰۸ درمان شد. استون و مادرش هردو یک خالکوبی از پاهای پرنده دارند که توسط پل مک‌کارتنی طراحی شده و اشاره به ترانه سیه‌پرها از بیتلز دارد که هردو عاشق آن هستند. این خالکوبی به نشانه شادی درمان مادر استون زده شد. استون در کمپین شرکت رولون با هدف افزایش آگاهی دربارهٔ سرطان پستان شرکت کرد.
در هنگام انجام مراحل پیش‌تولید قسمت نخست مرد عنکبوتی شگفت‌انگیز در سال ۲۰۱۰، استون با بازیگر مقابل خود اندرو گارفیلد آشنا شد. رابطه استون و گارفیلد مورد توجه رسانه‌ها قرار گرفت و پوشش خبری را به خود اختصاص داد؛ به‌صورتی که خبر نامزدی یا جدایی آن‌ها به‌طور مکرر توسط رسانه‌ها اعلام می‌شد. علی‌رغم چنین فضایی استون و گارفیلد مایل به صحبت دربارهٔ زندگی مشترک خود نبودند گرچه چندین بار با یکدیگر در مکان‌های عمومی دیده شدند. در سال ۲۰۱۴ و در طی یک رویداد در شهر نیویورک، استون و گارفیلد یک پاپاراتزی را ترغیب کردند تا از سایت‌هایی بازدید کند که دربارهٔ اختلالات مختلف همچون اوتیسم به مردم آگاهی می‌دهد. در نهایت این دو در سال ۲۰۱۵ از یکدیگر جدا شدند. استون از سال ۲۰۱۷ با کارگردان برنامه پخش زنده شنبه شب یعنی دیو مک‌کری وارد یک رابطه عاطفی شد. این دو در دسامبر ۲۰۱۹ رسماً با یکدیگر نامزد کردند. در مارس ۲۰۲۱، استون نخستین فرزند خود که یک دختر است را به دنیا آورد.
در سال ۲۰۱۱، استون در یک کلیپ که با الهام از جنگ ستارگان و در همکاری با بنیاد خیریه در برابر سرطان بایست ساخته شده بود، ظاهر شد که هدف آن جمع‌آوری پول برای تحقیقات دربارهٔ سرطان بود. دو سال بعد، او از طرف سازمان کلوپ گیلدا برای شرکت در یک رویداد با هدف افزایش آگاهی دربارهٔ سرطان انتخاب شد. استون در طی سال‌های ۲۰۱۲ تا ۲۰۱۴ میزبان برنامه دویدن/قدم زدن بود که از طرف بنیاد صنعتی انترتینمنت برگزار شد و به درمان بیماران زن سرطانی کمک می‌کرد. استون در سال ۲۰۱۲ به همراه سه فرد مشهور دیگر در مراسم شبکه نیکلودئون حضور پیدا کرد. در این مراسم که اچ‌ای‌ال‌او نام دارد، پنج نوجوان که دیگران را «کمک و هدایت» می‌کنند معرفی شدند. در سال ۲۰۱۴، استون در رویداد جهانی ساعت زمین که جنبشی همگانی دربارهٔ حفاظت از محیط زیست است و توسط صندوق جهانی طبیعت سازماندهی شده، شرکت کرد. در سال ۲۰۱۵ استون عضوی از رویدادی بود که با هدف جذب سرمایه توسط صندوق تصاویر متحرک و تلویزیون برگزار شد و هدف از آن کمک مالی به اشخاصی بود که سرمایه لازم برای ساخت فیلم یا برنامه مورد نظر خود را ندارند. در سال ۲۰۱۸، استون یکی از ۳۰۰ بازیگر زنی بود که به جنبش دیگر بس است پیوست که برای محکوم کردن اذیت و آزار جنسی زنان، تبعیض و سایر موارد مشابه تشکیل شد.

## تصویر رسانه‌ای

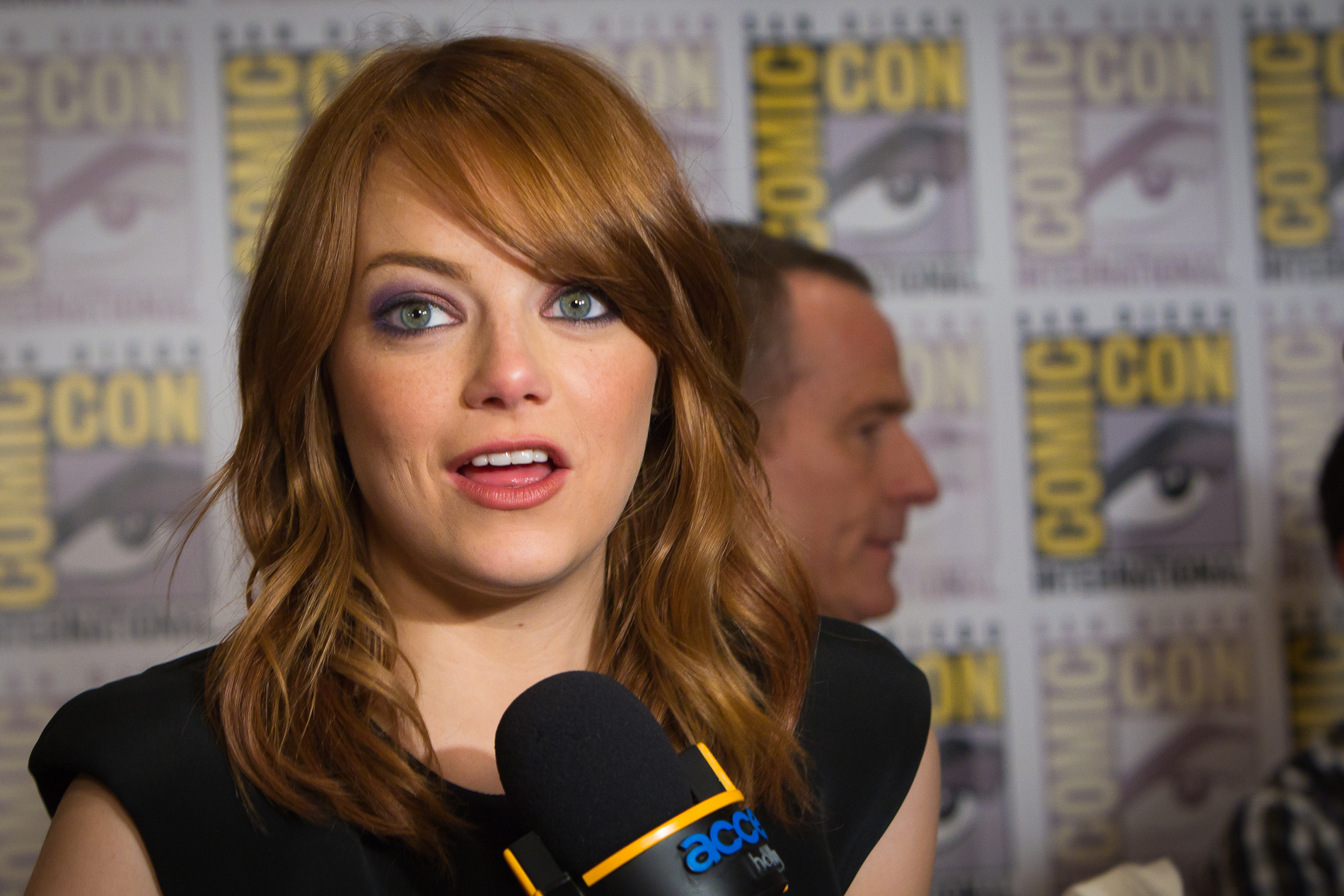
استون در کامیک-کان بین‌المللی سن دیگو ۲۰۱۱، چشم‌ها، موها و صدای گرفته او توجه رسانه‌ها را جلب کرد.

از استون معمولاً به عنوان یکی از بااستعدادترین بازیگران نسل خودش نام برده می‌شود. منتقد هالیوود ریپورتر در نقد خود بر فیلم خدمتکاران، استون را «یکی از بهترین بازیگران زن جوان» توصیف کرد. استون از دیدگاه رسانه‌ها به عنوان بازیگری که در هردو گروه از آثار جریان اصلی و کم‌بودجه حضور داشته، شناخته شده‌است. منتقد مجله تایم این ویژگی استون را یک «ریسک حقیقی» توصیف کرد و در این باره نوشت: «استون سعی دارد چیزهای جدید را امتحان کند و این‌گونه به اعتبار بالایی برسد.» در تحلیل سبک بازی استون، منتقد ایندی‌وایر نوشته‌است: «استون معمولاً جلوی دوربین راحت است و نوعی واقع‌بینی و سربه‌زیر بودن را در خود دارد. او خیلی از این ویژگی‌ها را دارد اما از این که خود را به‌طور مطلق جدی نشان بدهد کاملاً امتناع می‌کند.»
محبوبیت و شهرت استون در هالیوود به همراه پیشرفت وی در حرفه‌اش افزایش پیدا کرد. در سال ۲۰۰۸، نام استون توسط مجله شنبه شب در میان ۲۰ ستاره نوظهور زیر ۳۰ سال قرار گرفت. نام استون در فهرست مشابهی که از سوی مووی‌فون منتشر شد نیز به چشم می‌خورد. رسانه اینترنتی لاوفیلم در سال ۲۰۱۰، استون را یکی از ۲۰ بازیگر زن برتر زیر ۳۰ سال معرفی کرد و مجله تایم اجرای وی را در فیلم مثل آب خوردن جزو ده بازی برتر سال دانست. در سال ۲۰۱۳، استون توسط فوربز به عنوان یکی از ۱۰۰ ستاره ثروتمند و ۱۰۰ فرد قدرتمند جهان معرفی شد. فوربز گزارش کرد که استون از ژوئن ۲۰۱۲ تا ژوئن ۲۰۱۳ نزدیک به ۱۶ میلیون دلار درآمده داشته‌است. در همین سال استون در رتبه نخست فهرست ده ستاره برتر فوربز قرار گرفت. در سال ۲۰۱۵، فوربز اعلام کرد که استون با دستمزد ۶٫۵ میلیون دلار یکی از پردرآمدترین بازیگران زن سال است. استون دو سال بعد با درآمد ۲۶ میلیون دلار در صدر جدول این فهرست قرار گرفت. در سال ۲۰۱۷، تایم، نام استون در میان ۱۰۰ فرد بانفوذ جهان قرار داد.
استون به عنوان یک استایل آیکون مورد توجه قرار گرفته‌است. چشم‌ها، موها و صدای گرفته او توجه رسانه‌ها را جلب کرده و از این خصوصیات به عنوان ویژگی‌های اختصاصی وی نام برده می‌شود. مجله وگ دربارهٔ استون نوشته: «کاریزمای استون، چه بر روی صحنه و چه خارج از آن، توجه بسیاری جلب می‌کند.» در سال ۲۰۰۹، استون از سوی اسک‌من به عنوان یکی از ۹۹ زن جذاب دنیا انتخاب شد. در همین سال اف‌اچ‌ام و ماکسیم در فهرست‌هایی جداگانه، استون را در بین ۱۰۰ زن جذاب دنیا قرار دادند. نام استون در سال‌های ۲۰۱۰، ۲۰۱۱ و ۲۰۱۴ نیز توسط ماکسیم در این فهرست قرار داشت. در سال ۲۰۱۱ استون به عنوان جذاب‌ترین بازیگر زن در فهرست «چه چیزی جذاب است؟» ویکتوریا سیکرت انتخاب شد. نام او در همین سال در چندین فهرست مشابه دیگر قرار داده شد، از جمله، فهرست ۱۰۰ زن زیبای پیپل و اف‌اچ‌ام. امپایر، استون را یکی از ۱۰۰ ستاره سینمایی جذاب در سال ۲۰۱۳ دانست و او را در رتبه ششم قرار داد. مجله وگ در سال ۲۰۱۲، پیپل در سال ۲۰۱۴ و گلامور در سال‌های ۲۰۱۳ و ۲۰۱۵ استون را به عنوان خوش‌لباس‌ترین بازیگر زن معرفی کردند. در سال ۲۰۱۷، استون از سوی بازنت به عنوان یکی از زیباترین زنان دنیا شناخته شد.

## آثار و جوایز
بر طبق گزارش‌های راتن تومیتوز و باکس آفیس موجو، موفق‌ترین آثار استون از نظر فروش گیشه و استقبال منتقدان به ترتیب سال ساخت عبارتند از: خیلی بد (۲۰۰۷)، سرزمین زامبی‌ها (۲۰۰۹)، مثل آب خوردن (۲۰۱۰)، دیوانه‌وار، احمقانه، عشق و خدمتکاران (۲۰۱۱)، مرد عنکبوتی شگفت‌انگیز (۲۰۱۲)، مرد عنکبوتی شگفت‌انگیز ۲ و بردمن (۲۰۱۴)، لا لا لند (۲۰۱۶)، نبرد دو جنس (۲۰۱۷)، سوگلی (۲۰۱۸) و کروئلا (۲۰۲۱).
استون تا کنون پنج بار نامزد جایزه اسکار شده‌است؛ دو نامزدی نقش مکمل زن برای بازی در بردمن و سوگلی و دو نامزدی نقش اول زن برای بازی در لا لا لند و بیچارگان که هر دو مورد را به خود اختصاص داد. استون به عنوان تهیه‌‌کننده فیلم بیچارگان در رشته جایزه اسکار بهترین فیلم نیز نامزد جایزه شد. وی همچنین هفت بار نامزد جایزه بفتا شده‌است؛ از جمله جایزه ستاره نوظهور، جایزه بهترین بازیگر نقش مکمل برای بردمن و جایزه بهترین بازیگر نقش اول زن برای لا لا لند و بیچارگان که هر دو را دریافت کرد. استون با هشت بار نامزدی یکی از پرافتخارترین بازیگران جوایز گلدن گلوب است. او دو بار برای بازی در لا لا لند و بیچارگان موفق به کسب جایزه بهترین بازیگر زن فیلم موزیکال یا کمدی شده  و این افتخار را در مراسم انجمن بازیگران فیلم نیز تکرار کرده است.

## توضیحات
1. ↑  یک روز آفتابی دیگر، شهر ستاره‌ها، یک نفر در شلوغی، یک شب عاشقانه، آزمون (احمق‌هایی که رؤیایی دارند) و شهر ستاره‌ها (زمزمه).
2. ↑  واژه HALO سرنام کلمات Helping And Leading Others است.

## واژه‌نامه
1. ↑  Krista Jean Stone
2. ↑  Yeager
3. ↑  Jeffrey Charles Stone
4. ↑  Spencer
5. ↑  Conrad Ostberg Sten
6. ↑  Sequoya Elementary School
7. ↑  Cocopah Middle School
8. ↑  Otter
9. ↑  Valley Youth Theatre
10. ↑  The Princess and the Pea
11. ↑  Joseph and the Amazing Technicolor Dream coat
12. ↑  Camelback Inn
13. ↑  Xavier College Preparatory
14. ↑  Project Hollywood
15. ↑  Riley Stone
16. ↑  In Search of the New Partridge Family
17. ↑  Claire Bennet
18. ↑  Young Hollywood Awards
19. ↑  Amelia Stone
20. ↑  Chris Hewitt
21. ↑  Mazie
22. ↑  Olive
23. ↑  Time Out
24. ↑  Hannah
25. ↑  Jacob
26. ↑  Skeeter
27. ↑  Molly
28. ↑  Vancouver Sun
29. ↑  Ian Freer
30. ↑  Veronica
31. ↑  Sam Thomson
32. ↑  Robbie Collin
33. ↑  Cabaret
34. ↑  Sally Bowles
35. ↑  Anna
36. ↑  Win Butler
37. ↑  Mia Dolan
38. ↑  Sebastian
39. ↑  Benjamin Lee
40. ↑  Abigail Masham
41. ↑  Michael Nordine
42. ↑  Lucy Mangan
43. ↑  Judy Berman
44. ↑  Who Cares
45. ↑  Eep Crood
46. ↑  Bleat
47. ↑  Triple-negative breast cancer
48. ↑  Blackbird
49. ↑  Stand Up to Cancer
50. ↑  Gilda's Club
51. ↑  Run/Walk
52. ↑  Entertainment Industry Foundation
53. ↑  HALO
54. ↑  Motion Picture & Television Fund
55. ↑  Saturday Night Magazine
56. ↑  LoveFilm
57. ↑  style icon
58. ↑  Glamour